# Heinrich Banniza von Bazan
Heinrich Rudolph Franz Banniza Edler von Bazan (* 25. März 1904 in Riga, Russisches Kaiserreich; † 18. Oktober 1950 in Tecklenburg) war ein deutscher Rassenkundler, Genealoge und Autor.

## Leben

### Herkunft und Familie
Heinrich Banniza von Bazan war Angehöriger einer Familie, die aus der Gegend des Comer Sees stammt, gegen Ende des 17. Jahrhunderts nach Westdeutschland übersiedelte und seit etwa 1756 das Adelsprädikat führte. Seine Eltern waren der Maler und Kunsthändler Joseph Karl Banniza von Bazan (1865–1929) und Irma, geborene Witte. Er vermählte sich 1940 in Kleinmachnow mit Lina Marie Henning, Tochter des Professors Fritz Henning (1877–1958).

### Werdegang
Banniza von Bazan studierte ab 1923 an den Universitäten Tübingen und Berlin Deutsch, Geschichte, Kunstgeschichte und Latein. In Berlin promovierte er 1927 über Die Persönlichkeit Heinrichs V. im Urteil der zeitgenössischen Quellen zum Dr. phil. Beruflich war er Lehrer beziehungsweise Oberstudienrat an mehreren Schulen Berlins und Brandenburgs. 1937 wurde ihm die Gründung der Oberschule Kleinmachnow übertragen. 1944 wurde er zum Oberstudiendirektor ernannt.
Während seines Studiums schloss sich Banniza von Bazan dem Deutschen Pfadfinderbund (DPB) an, verließ diesen aber nach kurzer Zeit. 1925 war er Gründer und Bundesführer des Bundes der Reichspfadfinder. Dieses Amt hatte er bis 1932 inne, als er zurück in den DPB wechselte. Seine zwei 1932 im Verlag Günther Wolff erschienenen Bücher Jungen am Feuer und Fackeln der Jungen Front mit Schilderungen der Pfadfinder- und Jugendbewegung wurden 1937 verboten.
Am 12. Mai 1933, nach der Auflösung des DPB, trat Banniza von Bazan in die SA ein, die ihn im Juni 1933 an die HJ überstellte. Ebenfalls 1933 wurde er Mitglied des Nationalsozialistischen Lehrerbundes. Am 24. Juni 1937 beantragte er die Aufnahme in die NSDAP und wurde rückwirkend zum 1. Mai desselben Jahres aufgenommen (Mitgliedsnummer 4.359.488). Er war ehrenamtlich in der Reichsleitung des rassenpolitischen Amtes der NSDAP tätig und Mitarbeiter einer von der NSDAP unterhaltenen Reichsschule.
1945 flüchtete Banniza von Bazan nach Holstein und wirkte seit 1949 als Studienrat in Tecklenburg.

### Werke
Neben zahlreichen Einzelpublikationen gilt die „Deutsche Geschichte in Ahnentafeln“ in zwei Bänden (1939, 1942) als Banniza von Bazans Hauptwerk. Sie erschien mit finanzieller Unterstützung des Nationalsozialistischen Lehrerbunds in der Schriftenreihe des Reichsinstituts für Geschichte des neuen Deutschlands.